# Lista de prefeitos de Itaubal
Esta é a lista de prefeitos do município de Itaubal, estado brasileiro do Amapá
| Nº | Prefeito                                                     | Imagem                             | Partido                                          | Vice-Prefeito                              | Início do mandato      | Fim do mandato                           | Observações                                                                              |
| 1  | José Raimundo Ferreira do Rosário (Macapá, ?–)               |                                    | Partido da Frente Liberal PFL                    |                                            | 1° de maio de 1992     | 31 de dezembro de 1996                   | Primeiro prefeito eleito em sufrágio universal.                                          |
| 2  | Nilde Ceciliano Santiago (Cuiabá, 26.11.1937–)               |                                    | Partido Liberal PL                               |                                            | 1° de janeiro de 1997  | 31 de dezembro de 2000                   | Prefeito eleito em sufrágio universal.                                                   |
| 3  | Leopoldo Gonçalves Machado Neto (Macapá, 10.04.1958–)        |                                    | Partido Socialista Brasileiro PSB                |                                            | 1° de janeiro de 2001  | 31 de dezembro de 2004                   | Prefeito eleito em sufrágio universal.                                                   |
| 4  | Mirivaldo dos Santos Costa (Macapá, 18.12.1964–)             |                                    | Partido Democrático Trabalhista PDT              | Ubiraci Tolosa Costa "Bira" (PPS)          | 1° de janeiro de 2005  | 31 de dezembro de 2008                   | Prefeito eleito em sufrágio universal.                                                   |
| 4  | Mirivaldo dos Santos Costa (Macapá, 18.12.1964–)             | Verina Costa Homobono (PSDB)       | Partido Democrático Trabalhista PDT              | 1° de janeiro de 2009                      | 31 de dezembro de 2012 | Prefeito reeleito em sufrágio universal. |                                                                                          |
| 5  | Ester Cândida Chagas da Silva (Macapá, 14.01.1964–)          |                                    | Partido Socialista Brasileiro PSB                | José Serafim Picanço Filho (PR)            | 1° de janeiro de 2013  | 31 de dezembro de 2016                   | Prefeita eleita em sufrágio universal.                                                   |
| 6  | Victor Hugo Lopes Rodrigues, Dr. Victor (Belém, 03.03.1977–) |                                    | Partido do Movimento Democrático Brasileiro PMDB | José Serafim Picanço Filho (PL)            | 1° de janeiro de 2017  | 4 de janeiro de 2018                     | Prefeito eleito em sufrágio universal, posteriormente cassado pela câmara de vereadores. |
| 7  | José Serafim Picanço Filho (Macapá, 07.01.1966–)             |                                    | Partido Liberal PL                               | vago                                       | 5 de janeiro de 2018   | 31 de dezembro de 2020                   | Vice-prefeito que assumiu o cargo de titular em definitivo.                              |
| 7  | José Serafim Picanço Filho (Macapá, 07.01.1966–)             | Karla Cristina Palha Barbosa (PDT) | Partido Liberal PL                               | 1° de janeiro de 2021                      | 31 de dezembro de 2024 | Prefeito reeleito em sufrágio universal. |                                                                                          |
| 8  | Jaisom da Costa Picanço (Macapá, 31.07.1989–)                |                                    | União Brasil UNIÃO                               | Giseudo Ferreira Palmerim, Prof° Gil (SDD) | 1° de janeiro de 2025  | Atualidade                               | Prefeito eleito em sufrágio universal                                                    |